# Romeins onderwijs

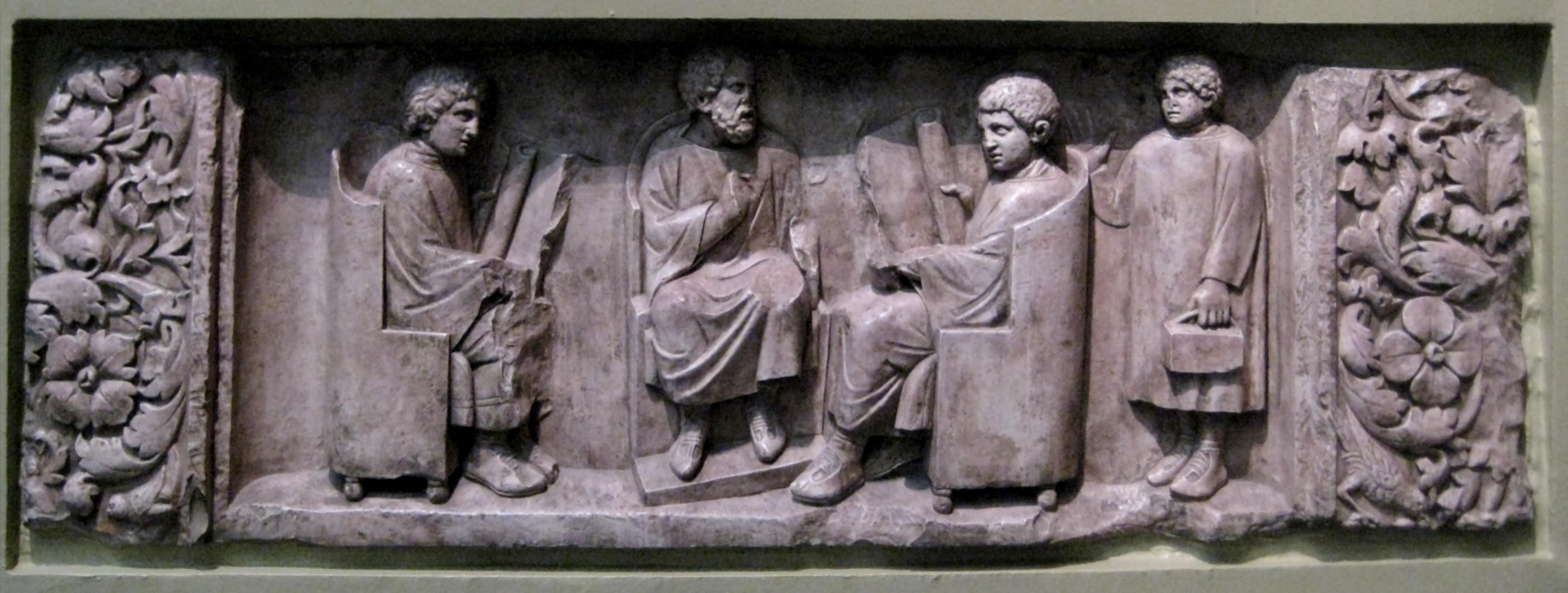
Een grammaticus (leraar) met drie discupili (leerlingen). Kopie van een reliëf gevonden in Neumagen (Duitsland), 180-185 n.Chr.

Het Romeinse onderwijs leverde een grote en blijvende bijdrage aan het onderwijs zoals wij het nu kennen.
In de tijdspanne van een paar eeuwen ging Rome van een informeel systeem van onderwijs, dat de kennis doorgaf van ouders aan de jonge kinderen, naar een gespecialiseerd en gedifferentieerd stelsel van scholen. De scholen waren geïnspireerd door en gebaseerd op de Griekse educatieve praktijken. De groei van een agrarische stadstaat naar een wereldmacht werd weerspiegeld in de ontwikkeling van het onderwijs en de gehanteerde leerstijlen.
Alleen jongens kregen schoolonderwijs, meisjes gingen niet naar school. De meisjes in de rijkere families leerden thuis koken, schoonmaken, kinderen verzorgen, spinnen, weven, naaien en borduren, en als hun ouders rijk waren kregen ze zelfs een huisleraar, een ontwikkelde slaaf, die hen leerde lezen en schrijven. Ook kregen ze muziekles. Jongens kregen geen huisonderwijs, maar gingen vanaf hun zevende naar school. Deze kostte wel geld, en de minder rijke families zorgden dat hun zoon in ieder geval de "basisschool" volgde om te leren lezen, schrijven en rekenen. 
De schooldag voor een Romeins kind was langer dan die van onze kinderen vandaag. De schooldag duurde gemiddeld van 6 uur in de ochtend tot 12 uur in de middag. Zo konden kinderen daarna nog aan het werk. Er waren geen weekenden maar wel veel schoolvakanties - religieuze feestdagen (en daar waren er veel van), waarop leerlingen niet naar school hoefden. Als er markt was, was er geen school en er was een betrekkelijk lange zomervakantie.
Leren in de Romeinse scholen was gebaseerd op angst. Jongens werden geslagen voor de geringste overtreding, aangezien de overtuiging bestond dat een jongen correct en nauwkeurig zou leren als hij vreesde dat hij geslagen zou worden als hij iets verkeerd deed.
Jongens moesten veel oefenen. Ze mochten niet op papyrus, de voorganger van papier, schrijven. Pas als ze veel hadden geoefend op een wastablet en hadden bewezen dat ze goed konden schrijven, mochten ze op papyrus schrijven. Hun 'pennen' waren veren en hun inkt was een mengsel van gom, roet en, soms, de inkt van een inktvis. Lessen werden uit het hoofd geleerd.

## Basisonderwijs
Op de "basisschool" leerden jongens van 7 tot 12 jaar lezen, schrijven en rekenen. De leraar op zo'n basisschool werd de magister genoemd. Deze was meestal een vrijgelaten Griekse slaaf. De magister was zeer streng, en de dichter Horatius had slechte herinneringen aan de magister. Hij noemde hem "de mepper" en naar eigen zeggen hadden de meeste kinderen een hekel aan de magister. Op weg naar school en naar huis werden ze begeleid door een paedagogus (kinderbegeleider), een slaaf. Soms overhoorde deze ook het huiswerk. De school zelf stelde niet veel voor: ze kregen les in de buitenlucht. De school werd afgeschermd door een paar gordijntjes, maar dat hielp niet veel. Een schooldag duurde ongeveer 6 uur lang, met een korte pauze rond 12 uur. Op de feestdagen en op elke 9e dag (marktdag, dan was er te veel lawaai voor een les) was er geen school. Tijdens de zomermaanden was de school ook dicht vanwege de warmte.  

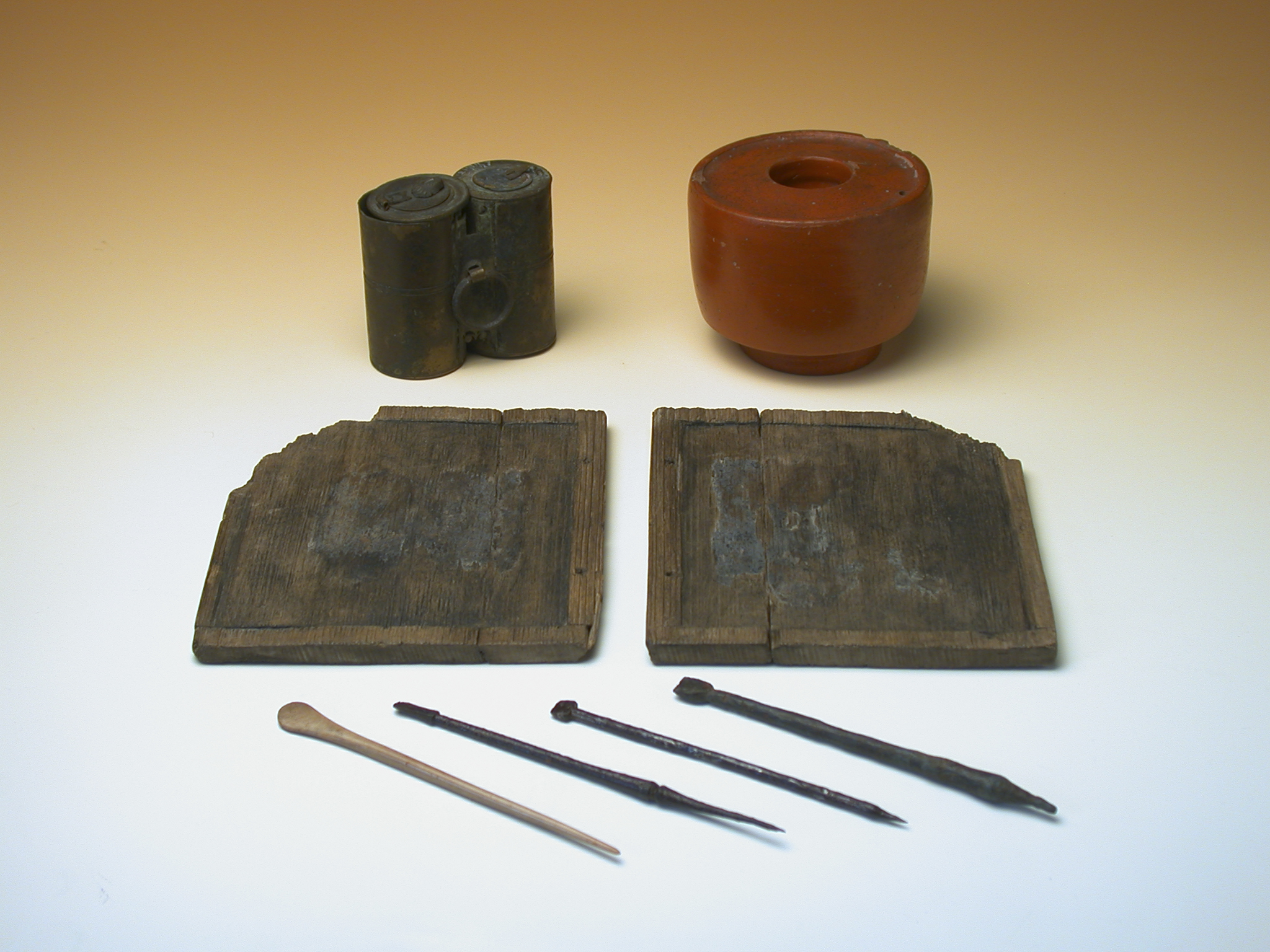
Een tabula cerata met benodigdheden.

Toentertijd was er geen speciaal onderwijsmateriaal voor kinderen. Zij leerden lezen en schrijven door middel van teksten die geschreven waren voor volwassenen. Dit ging heel moeizaam, onder andere ook doordat de Romeinen alle woorden vroeger zonder spaties en leestekens schreven. Om te schrijven maakten de kinderen gebruik van een tabula cerata, een wastafeltje. Om te rekenen gebruikten de kinderen een telraam.
Kinderen leerden op de basisschool niet alleen Latijn lezen en schrijven, maar ook Grieks. Dit was voor de meeste Romeinen een soort tweede taal die door iedereen gesproken en verstaan werd. 

## Voortgezet onderwijs
De meeste jongens stopten op hun 12e met school en kozen een beroep. Zonen van de nog rijkere families kregen tot hun 15e voortgezet onderwijs. De jongens kwamen in de leer bij een grammaticus. Dit was meestal een Griek die lesgaf in Latijnse en Griekse literatuur. Ze lazen grote werken van Griekse dichters, zoals de Ilias en Odyssee van Homerus, tragedies van Aeschylus, Sophocles en Euripides. Maar ook werden er geschriften van Romeinse schrijvers als Vergilius en Horatius gelezen. En niet alleen gelezen. Hele passages werden uit het hoofd geleerd en zonder stotteren voorgedragen. Naast literatuur kregen ze ook vakken zoals geschiedenis, aardrijkskunde, sterrenkunde en mythologie.  

## Retorenschool
Na het "voortgezet onderwijs" bij de grammaticus gingen de zonen van heel belangrijke families naar de retorenschool. Deze was ongeveer te vergelijken met de huidige universiteit. Op deze school gaf een retor, een geleerde in de welsprekendheid, les. De meeste retoren kwamen uit Griekenland. Hij gaf de leerlingen les in de Griekse en Latijnse literatuur en leerde ze spreken in het openbaar. Dit was van groot belang voor een hoge maatschappelijke positie. 

## Geschiedenis

### Vroege Romeinse Rijk
Vanaf de stichting van Rome in ongeveer 753 v.Chr. tot het midden van de 3e eeuw v.Chr. is er weinig bewijs van iets meer dan basaal onderwijs. De primaire opvoeders van een kind waren waarschijnlijk zijn of haar eigen ouders. Ouders leerden hun kinderen de kennis en vaardigheden die nodig waren voor het leven in het begin van de republiek, namelijk landbouw, binnenlandse en militaire vaardigheden. Het belangrijkste waren echter de morele en maatschappelijke verantwoordelijkheden die werden verwacht van de burgers van de republiek. Voor Rome als geheel is het aanleren van vir bonus. Het Romeinse onderwijs stond nog in de kinderschoenen en diende alleen om de basisvaardigheden die nodig waren om te overleven te onderwijzen. Daarnaast diende het ook om de kinderen de Romeinse waarden bij te brengen die bij de Romeinse bevolking het gevoel van samenhang versterkten.
De eerste scholen in Rome ontstonden in het midden van de 4e eeuw v.Chr.. Deze scholen werden Ludi (enkelvoud: Ludus) genoemd. Deze naam is afgeleid van het Latijnse woord voor "spelen". Net als in de moderne kleuterscholen hielden zij zich bezig met de socialisatie en het geven van basaal basis-onderwijs aan jonge Romeinse kinderen. In de tweede helft van de derde eeuw voor Christus werd een ex-slaaf genaamd Spurius Carvilius belast met het openen van de eerste Ludus, waarvoor schoolgeld betaald moest worden. Hiermee ontstond ook het beroep van leraar in het oude Rome. Toch was op dat moment georganiseerd onderwijs waarschijnlijk nog zeldzaam, aangezien wij tot de 2e eeuw v.Chr. zeer weinig primaire bronnen of rekeningen van het Romeinse educatieve proces hebben..

### Latere Romeinse rijk
Op het hoogtepunt van de Romeinse Republiek en later het Romeinse Rijk vond het Romeinse onderwijssysteem geleidelijk zijn definitieve vorm. Er werden formele scholen opgericht waarvoor betaald diende te worden (er waren relatief gezien zeer weinig leerlingen, omdat gratis openbaar onderwijs zoals wij dat kennen niet bestond). Normaal gesproken werden zowel jongens als meisjes opgeleid, maar niet noodzakelijkerwijs samen. Een Romeinse jongen had de keuze om of naar school of naar zee te gaan.